# Clement Bischoff
Clement Mutahi Bischoff (* 16. Dezember 2005) ist ein dänischer Fußballspieler. Er spielt bei Brøndby IF und ist dänischer Nachwuchsnationalspieler.

## Karriere

### Vereinsfußball
Clement Bischoff, dessen Onkel Mikkel ebenfalls professionell Fußball gespielt hat, hatte bei Fremad Amager, Sundby Boldklub und bei Boldklubben 1908 gespielt, bevor er in die Akademie von Brøndby IF kam. Er erhielt dort im Januar 2022 einen Vertrag, der dann im Mai 2022 bis Sommer 2024 verlängert wurde. Bischoff kam im Alter von 17 Jahren am 27. September 2023 zu seinem ersten Pflichtspieleinsatz für die Profimannschaft, als er beim 3:0-Sieg im dänischen Pokal gegen Hellerup IK in der 68. Minute für Marko Divkovic eingewechselt wurde. Es dauerte nicht lang, da wurde sein Vertrag verlängert, denn im November 2023 wurde sein Kontrakt bis Sommer 2026 ausgedehnt. Die Profimannschaft ging in den letzten Spieltag in der Superliga als Tabellenführer, verlor aber mit 2:3 gegen Aarhus GF und verspielte somit den Gewinn der dänischen Meisterschaft. Clement Bischoff kam dabei zu vier Einsätzen.

### Nationalmannschaft
Clement Bischoff ist Nachwuchsnationalspieler von Dänemark und hatte in seiner bisherigen Karriere das Trikot der Altersklasse U19 getragen. Für die U19-Europameisterschaft 2024 wurde er nicht nominiert.